# 都乃
都乃（との、10月31日生）は日本の女優、歌手。血液型はB型。バンド「PEPESALE(ペペサーレ)」のボーカル。静岡県出身。身長168cm。ファッションが好き。好きな食べ物はバナナとリンゴ。

## 来歴
- 2008年9月24日、コーラスユニット「M」のメンバーとしてデビュー。主にMelody＋Lowパートを担当して活動を行う。
- 「M」在籍時、1st シングルがオリコン14位、2nd シングルがオリコン20位、3rd シングルがオリコン38位を記録する。
- 2009年より自身の音楽活動に並行してシアーミュージック新宿校でボイストレーニング講師として仕事を始める。現在もボイストレーナーとしてボーカルレッスンを行っており、予約の取れない大人気講師としてスクール内では特別指名をしないとレッスンが受けられない程である。また、中学音楽教員免許も保持している[2]。
- 2010年5月1日、「M」からの卒業を発表[3]。以降、R&B Singer 都乃(Tono)としてソロ活動開始[4]。
- 2013年4月1日からソロ名義をSATONOに改名。
- 2014年から、PEPESALEのボーカル都乃(Tono)としての活動も行っている[5]。
- 精力的にライブ活動をこなす一方、全国に自らの音楽を発信するため、インターネットのライブストリーミング配信(ツイキャス・SHOWROOM・17Live)による演奏活動も行っている。
- 東宝ミュージカル「RENT」の2015年日本版のSwingをつとめる[6]。
- ミュージカル「RENT」は2012年のオーディションに続いて二度目の挑戦でSwingを勝ち取った[7]。
- 2015年から、エンターテイメントプロジェクト「SPECIAL BOX」のメンバーとして活動開始。
- 2016年8月から3ヶ月連続配信限定シングルリリース[8]。
- 2017年1月18日、テレビ東京系「THEカラオケ★バトル」出演。[9]
- 2017年10月14日のライブをもって、PEPESALEを「卒業」。
- 2018年3月8日から、17Liveでライブストリーミング配信を開始。

## 人物
- 伸びのあるハスキーな声が特徴で、太く低い声から抜けるようなホイッスルボイスを操るなど、多彩な声をもつ。
- 森慎之介とのユニットPEPESALEでは作詞をほぼ担当し、R&B Singer SATONOとしては作詞・作曲を行っている[5]。
- バナナとリンゴが好きで、常に持ち歩いており、周囲からは「バナナとりんごを常に持ち歩くのは、ゴリラか都乃くらい」と言われている[10]。
- 書道6段の腕前を持ち[11]、華道、茶道家の親戚の影響も受けており[12]、浴衣の着付けも自分でこなす和風女子な一面も持っている[13]。

## 出演

### 舞台
- 東宝ミュージカル「RENT」(2015年)-（演出：マイケル・グライフ）Swing[6]

### コンサート（PEPESALE）
- 【CROSS the BANANA MOON〜バナナ大佐現る！〜】リリースパーティー(2014年09月19日)下北沢MOSAiC [14]
- 【CROSS the BANANA MOON〜バナナ大佐と暗号の地図〜】ワンマンライブ(2014年11月09日)下北沢MOSAiC [14]
- さよならバナナ大佐！〜ありがとう忘年会2014〜(2014年12月27日)西荻窪w.jaz  [14]
- コンテストライブ『Kawasaki Street Music Battle!V ファイナル』(2015年3月7日)サンピアンかわさき[14][15]
- 追えバナナ大佐を！〜PEPESALEワンマンライヴ〜(2015年7月11日)高田馬場CLUB PHASE[14]
- PEPESALEワンマンライヴ『バナナ大佐　卵かけご飯に感謝』(2016年5月21日）渋谷eggman[14]
- ラストライブ「PEPESALE卒業式 〜さよならバナナ大佐〜」（2017年10月14日）下北沢ReG

### テレビ
- 週刊シティプロモーション ご当地サタデー #24 神奈川県川崎市(J:COMテレビ)2016年4月9日
- THEカラオケ★バトル（テレビ東京）2017年1月19日

### ラジオ
- PEPESALEのラジオ絶対領域（すまいるFM）2015年1月6日-2017年9月26日[16]

### ライブストリーミング配信
- PEPESALEのMHKDSアワー(ツイキャス)2014年5月9日-2017年10月6日 毎週日曜日22時-定期配信
- 必殺！PEPESALE落とし(SHOWROOM)2015年4月5日-現在は終了 毎週日曜日22時-定期配信
- 17Live 2018年3月8日‐現在　ほぼ毎日22時ごろから配信

## ディスコグラフィー

### シングルCD（M）
| 枚  | 発売日        | タイトル            |
| --- | ------------- | ------------------- |
| 1st | 2008年9月24日 | Sing a song forever |
| 2nd | 2009年6月3日  | Bang! Bang! Bang    |
| 3rd | 2010年2月3日  | キレイのチカラ/翼   |

※都乃在籍時のリリース楽曲のみ掲載

### シングルCD（都乃-SATONO-）
| 枚  | 発売日         | タイトル             |
| --- | -------------- | -------------------- |
| 1st | 2016年11月18日 | ココロ ハレル タメニ |

### 配信限定シングル（PEPESALE）[18]
| 枚  | 発売日         | タイトル   |
| --- | -------------- | ---------- |
| 1st | 2016年8月31日  | Incomplete |
| 2nd | 2016年9月28日  | OpenArms   |
| 3rd | 2016年10月26日 | 蛍光花     |

### シングルCD（PEPESALE）[18]
| 枚  | 発売日         | タイトル     |
| --- | -------------- | ------------ |
| 1st | 2016年11月23日 | OFF THE WALL |

### アルバムCD（PEPESALE）[18]
| 枚  | 発売日        | タイトル        |
| --- | ------------- | --------------- |
| 1st | 2014年2月11日 | Stelet Parade   |
| 2nd | 2014年9月19日 | Magic Genic     |
| 3rd | 2015年7月11日 | Cobalt Sketcher |

### アルバムCD（SPECIAL BOX）
| 枚  | 発売日         | タイトル   |
| --- | -------------- | ---------- |
| 1st | 2015年12月12日 | LOVE STORY |